# سان إستيبان دي لوس باتوس
بلدية سان إستيبان دي لوس باتوس (بالإسبانية: San Esteban de los Patos) هي بلدية تقع في مقاطعة آبلة التابعة لمنطقة قشتالة وليون وسط إسبانيا.

## الديموغرافيا
بلغ عدد سكان بلدية سان إستيبان دي لوس باتوس 35 نسمة عام 2011 (وفقاً للمعهد الوطني للإحصاء الإسباني).
| 50 | 44 | 47 | 33 | 28 | 26 | 35 |